# ناک‌اوت (فیلم ۲۰۱۱)
«ناک اوت» (انگلیسی: Knockout (2011 film)) یک فیلم سینمایی محصول مشترک آمریکایی و کانادا که در سبک ورزشی میباشد که در سال ۲۰۱۱ منتشر شد. از بازیگران آن می‌توان به استیو آستین اشاره کرد.